# Goera atra
Goera atra är en nattsländeart som beskrevs av Martin E. Mosely 1938. Goera atra ingår i släktet Goera och familjen grusrörsnattsländor. Inga underarter finns listade i Catalogue of Life.